# Laurent Cotelle
Pour les articles homonymes, voir Cotelle.
Laurent Cotelle est un homme politique français né le 6 septembre 1792 à Quiers dans l'ancienne province de l'Orléanais et mort au même endroit le 4 octobre 1874.
Il est élu sous la Monarchie de Juillet, la Deuxième République et le Second Empire à des mandats de député, conseiller général et maire.

## Biographie
Laurent Cotelle nait à Quiers dans l'ancienne province de l'Orléanais du Royaume de France sous la Révolution française.
Notaire à Paris, il est maire du sixième arrondissement.
Il est par ailleurs député du Loiret de 1837 à 1846, au cours des IV, V et Ve législatures de la Monarchie de Juillet, siégeant au centre gauche avec le tiers-parti.
Il est ensuite conseiller général du canton de Bellegarde de 1848 à 1864.

## Sources
- « Laurent Cotelle », dans Adolphe Robert et Gaston Cougny, Dictionnaire des parlementaires français, Edgar Bourloton, 1889-1891 [détail de l’édition]